# Abney Park
Abney Park (Эбни Парк) — индастриал-группа, основана в Сиэтле, США в 1997. В своём творчестве использует элементы стимпанка, электроники и народной музыки разных стран мира. Выступает в Северной Америке, участвовала в таких фестивалях, как: Dragon*Con, Saturnilla, Utah Dark Arts, Bats Day, Convergence, и Mask and Veil.
Название группы происходит от кладбища Эбни Парк в Британии.

## История

### Ранние годы. Готика.
Группа основана Робертом Брауном в 1997 в Сиэтле. В 1998 они выпустили свой первый альбом «Abney Park», и в 1999 «Return to the Fire». Треки из этих двух альбомов, и несколько новых сформировали третий релиз, названный «Cemetery Number 1». В это время в группу входили: Роберт Браун — вокал, Кристина Эриксон — клавишные, Джош Горинг — гитара, Роб Хазельтон — гитара, Роберт Гардуниа — бас и Мадам Архель — флейта, бэк-вокал. В таком составе был в 2001 записан следующий альбом «From Dreams Of Angels». Стиль группы этого периода можно охарактеризовать как готик — индастриал — дарквейв.
К 2005 году состав коллектива обновился наполовину — из прошлого состава остались Роберт Браун, Кристина Эриксон и Роб Хазельтон, новыми участниками стали Трэйси Немет (вокал) и Кристоф Немет (бас). В этом составе музыканты выпустили два альбома: «Taxidermy» (2005), который содержал несколько их старых песен, три концертных записи и две кавер-версии, и состоящий из собственного материала «The Death of Tragedy» (2006), в котором уже чувствуются небольшие подвижки стиля в сторону этники. Также именно в тот период музыканты впервые начали использовать стимпанковый имидж. Первые две песни из «The Death of Tragedy» прочно закрепились в концертном сет-листе группы и исполняются на сцене до сих пор. Название альбома («Смерть Трагедии») стало в какой-то степени символическим: после него готик-индастриал группа Abney Park умерла окончательно, и родился совсем другой Abney Park.

### 2006—2014. Становление стимпанка.
Тематика стимпанка присутствовала в песнях Abney Park уже в ранних альбомах, однако сказать, когда именно перемена, довольно сложно, сведения об этом разнятся. С одной стороны уже в марте 2005 году Роберт написал в своём блоге 
(We) seem to be a sort of specialized variation on Steam Punk, sort of a ‘Victorian Sci-fi Adventurer’.<…> I feel like for the first time our appearances are starting to capture the same level of imagination and exotic tones the music and lyrics always have.
Мы, похоже, являемся некой особой вариацией стимпанка, кем-то вроде «викторианских фантастических путешественников» <…>. Я чувствую, что впервые наш внешний вид начал соответствовать тому уровню воображения и экзотики, который всегда был в нашей музыке и текстах.
С другой стороны существуют концертные видео, на которых группа исполняет песни с Death Of Tragedy в готическом имидже. Как бы то ни было, окончательно стимпанковый Эбни Парк сформировался после очередной смены состава: в группе остались только бессменные Роберт Браун и Кристина Эриксон, а вместо Неметов и Хазельтона, пришли Магдален Вин (вокал), Жан-Поль Мейден (бас) и Натаниэль Джонстон (гитара, скрипка). Тогда же появились вымышленные история группы и биографии участников. Роберт Браун стал Капитаном Робертом, и Эбни Парк стали называть себя командой дирижабля «Офелия», путешествующего сквозь время. С этого момента большая часть песен группы стала основываться на этой вымышленной истории и приключениях «воздушных пиратов» капитана Роберта. Очень скоро из группы ушёл Жан-Поль, на его место был взят Дениэл Седерман. Весной 2008 года, Магдалина Вин покинула группу и была заменена на Финн Вон Клэр. В том же году Эбни Парк выпустили эпохальный «Lost Horisons» — их первый стимпанк-тематический альбом, рассказывающий о приключениях команды дирижабля Офелия. Этот альбом содержит множество песен, ставших впоследствии хитами, в том числе своеобразный гимн группы «Airship Pirates». Стиль музыки в этом альбоме довольно сильно отличается от всей предыдущей дискографии группы — большое значение стала играть скрипка и народные инструменты, а настроение музыки стало менее мрачным. В то время стимпанк как субкультура находился в стадии зарождения, и Эбни Парк довольно быстро попали в авангард движения стали одними из главных его популяризаторов.
Летом 2009 года из группы ушла Финн, и на её место пришла двоюродная сестра Роберта яркая и энергичная Джоди Эллен, сыгравшая свой первый концерт на Dragon * Con 2009. Также в 2009 году группа выпустила свой десятый альбом «Æther Shanties», на котором электроники стало заметно меньше, народные инструменты заняли ведущую роль, а общее настроение.стало напоминать кабарэ и пиратские песни, приправленные индастриалом. Выход этого альбома отложился на несколько месяцев из-за того, что у группы сгорел студийный компьютер, уничтожив весь записанный материал, но это происшествие позволило новой вокалистке Джоди поучаствовать в записи. 15 октября 2010 года группа выпустила свой 7 студийный альбом «The End Of Days», записанный тем же составом. Звучание этого диска мало чем отличалось от предыдущего — группа нашла свой стиль. В текстах этого альбома помимо стимпанка появляется тематика постапокалипсиса. В этот период музыканты активно выступают на различных тематических мероприятиях и фестивалях, приобретая широкую известность в кругах представителей стимпанк-движения.
Между 2010 и 2011 годами группу покидает скрипач-гитарист Натаниэль Джонстон и на его место приходят сразу два участника: скрипач Титус Мунтини и гитарист Джош Горинг, игравший в Эбни Парк в альбоме «From Dreams Of Angels» (2001). Этот состав оказался самым стабильным и продержался без изменений вплоть до 2014 года. В 2011 году группа выпускает полу-шуточный альбом «Off The Grid» под вывеской Ranch Hand Robbie And The Wasteland Wranglers (вместо привычного Abney Park), содержащий 7 старых и 5 новых песен, сыгранных в акустическом варианте и по стилистике напоминающих «кантри». Следующий 2012 год был отмечен выходом сразу двух дисков: номерной «Ancient World», выдержанный в ставшем уже классическим стиле группы, и «Through Your Eyes on Christmas Eve» — сборник переигровок рождественских песен. Причём песни были не просто сыграны на инструментах Эбни Парк — многие из них сменили настроение и мелодику на более минорную.
В 2013 вышел студийный альбом «The Circus At the End of the World», а в 2014 — первый концертный альбом Эбни Парк (само шоу было записано в 2013 году) Этот альбом стал последним с участием бэк-вокалистки Джоди Эллен, которая покинула группу ради сольной карьеры.

### 2014-настоящее время. Смены состава и постапокалипсис.
После ухода Джоди группа принимает решение отказаться от женского бэк-вокала вообще, и в таком составе отправляется в тур и впервые посещает Россию. В этом же году уходит ещё один давний участник басист Дэниел Седерман, и на его место приходит харизматичный однофамилец Роберта — Дерек Браун. В этом составе музыканты записывают новый альбом «Nomad», на котором среди прочего присутствует песня «Night Train from Saint Petersburg» («Ночной поезд из Санкт-Петербурга»), написанная под впечатлением о поездке по России. В 2015 происходит очередная смена состава — Титус Мунтини уступает место новому скрипачу Митчелу Друри. В этом составе был записан новый альбом «Wasteland» («Пустошь»), на котором постапокалиптическая тематика достигает пика, что отражается не только в текстах, но и в музыке (она становится несколько мрачнее и более электронной), и в имидже (костюмы становятся более пыльными и потёртыми, больше чёрных цветов), и даже в логотипе группы (бронзовые «гогглы» на черепе становятся ржавыми и «укрепляются» металлическими решётками). В этом же году музыканты снова посещают Россию.

## Состав

### Нынешние участники
- Роберт Браун (Robert «Captain» Brown) — авторство песен, вокал, дарбука, аккордеон

- Кристина Эриксон (Kristina Erickson) — клавишные, вокал

- Николетт (Nicolette) — скрипка

- Скай Ворден (Skye Warden) — гитара

- Дерек Браун (Derek Brown) — бас-гитара
- Кэри Рэйбёрн (Carey Rayburn) — труба
- Джейк Сил (Jake Sele) — тромбон

### Бывшие участники
Знак «~» означает «примерно». Отследить все смены состава до 2008 года довольно сложно, так как сведений об этом периоде группы очень мало.
- Дэниэл Седерман (Deniel Cederman) — бас (2008—2015)
- Джоди Эллен (Jody Ellen) — вокал (2009—2014)
- Джош Горинг (Josh Goering) — гитара (~2000-2005~, 2011—2017)
- Натаниэль Джонстоун (Nathaniel Johnstone) — гитара, скрипка (~2007-2011)
- Титус Мунтини (Titus Munteanu) — скрипка (2011—2015)
- Трейси Немет (Traci Nemeth) — вокал (~2005-2007~)
- Криштоф Немет (Krysztof Nemeth) — бас (~2005-2007~)
- Роберт Хэйзелтон (Robert Hazelton) — гитара (~2001-2005~)
- Магдален Вин (Magdalene Veen) — вокал (~2007-2008)
- Жан-Поль Мэйден (Jean-Paul Mayden) — бас (~2007)
- Финн вон Кларе (Finn von Claret) — вокал (2008—2009)
- Мадам Эршель (Madame Archel (Rachel Gilley)) — вокал, флейта (~2001-2005~)
- Роберт Гардунья (Robert Gardunia) — бас (~2001 — 2005~)
- Митчел Друри (Mitchell Drury) — скрипка (2015—2017)
- Томас Томпсон (Thomas Thompson)
- Генри Ченг (Henry Cheng)
- Ли Тайлман (Lee Tillman)

## Дискография
- Welcome To The Park (демо) (1997)
- Abney Park (1998)
- Return to the Fire (1999)
- Cemetery Number 1 (2000)
- From Dreams Or Angels (2001)
- Dark Christmas (2001)
- Twisted & Broken (2003)
- Stigmata Martyr (сингл) (2005)
- Taxidermy (2005)
- The Death of Tragedy (2005)
- Lost Horizons (2008)
- Æther Shanties (2009)
- Dark Christmas (Special website digital release) (2009)
- The End of Days (2010)
- Off The Grid (2011)
- Through Your Eyes on Christmas Eve (2012)[5]
- Ancient World (2012)
- The Circus At The End Of The World (2013)
- Live at the End of Days (лайв) (2014)
- Nomad (2014)
- Wasteland (2015)
- Under The Floor, Over The Wall (2016)
- Crash (2017)
- Scallywag (2018)
- Abney Park’s New Nostalgics (2019)
- Iconoclast (2019)
- Esoterica (2020)
- Technoshanties (2021)

## Продукция

### Airship Pirates RPG
В августе 2011 года Cubicle 7 Entertainment выпустила ролевую игру, основанную на мире предыстории Abney Park. В декабре 2011 года игра получила награду Diehard GameFAN’s «Best Core Rulebook of 2011».

### Романы
1. 'Captain' Robert Brown. The Wrath of Fate. — 2011. — 266 с. — (The Airship Pirate Chronicles). — ISBN 978-0615584560. Основываясь на пост-апокалиптическом будущем стимпанка, книга является дополнением к музыке и Airship Pirates RPG, изучая предысторию Abney Park и вымышленные детали более подробно.
2. 'Captain' Robert Brown. Retrograde. — 2014. — 314 с. — (The Airship Pirate Chronicles). — ISBN 978-1497398122.
3. 'Captain' Robert Brown. The Toyshop at the End of the World. — 2015. — 174 с. — (The Airship Pirate Chronicles). — ISBN 978-1519134554.